# Henryk Piętka
Henryk Arkadiusz Piętka (ur. 12 stycznia 1900 w Warszawie, zm. 8 marca 1959 tamże) – polski prawnik, profesor nadzwyczajny SGPiS, profesor tytularny Uniwersytetu Warszawskiego, teoretyk i socjolog prawa.

## Życiorys

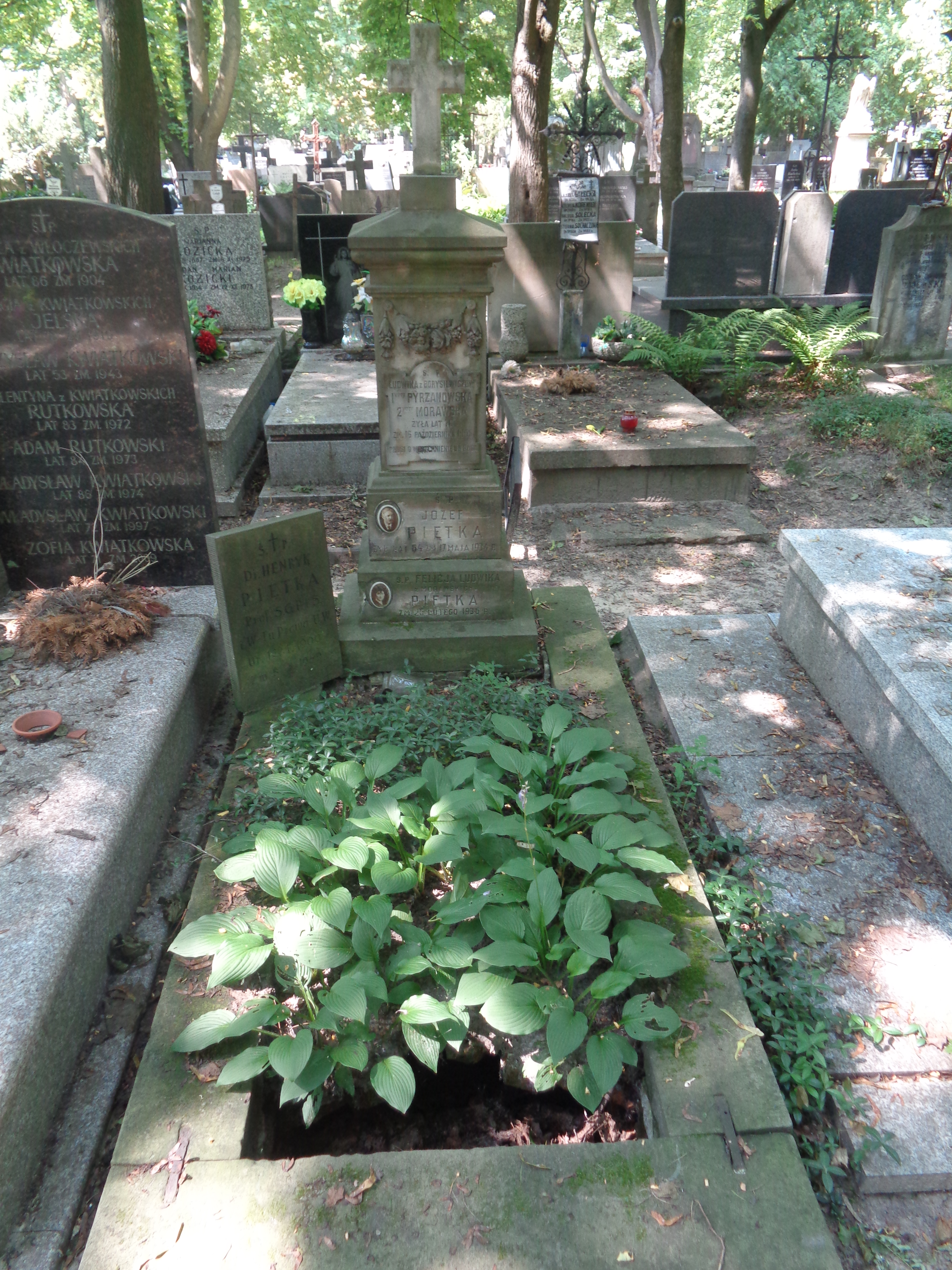
Nagrobek Henryka Piętki na Cmentarzu Powązkowskim

Syn Józefa i Felicji z Morawskich. Początkowo uczęszczał do szkoły handlowej Artura Jeżewskiego, a gdy wykazał zdolności humanistyczne został przeniesiony do gimnazjum gen. Pawła Chrzanowskiego. W 1918 uzyskał świadectwo dojrzałości i rozpoczął studia na Wydziale Prawa Uniwersytetu Warszawskiego, ukończył je w 1924 i został na uczelni asystentem przy Katedrze Encyklopedii i Filozofii Prawa. W 1925 przedstawił i obronił pracę doktorską pt. „Poglądy filozoficzno-prawne Szymona Starowolskiego”, którą wydało drukiem Seminarium Encyklopedii i Filozofii Prawa Uniwersytetu Warszawskiego. W uznaniu wybitnych osiągnięć w nauce otrzymał stypendium, dzięki któremu uzupełniał wiedzę na uniwersytetach w Rzymie, Nancy i Wiedniu. Był kontynuatorem poglądów swojego mentora prof. Leona Petrażyckiego, zawodowo był związany z macierzystym wydziałem. W 1929 przedstawił pracę habilitacyjną „Słuszność w teorii i praktyce”, od 1927 do 1939 prowadził ćwiczenia i seminaria z teorii i filozofii prawa oraz wykłady z socjologii prawa. Równocześnie od 1928 wykładał w Szkole Głównej Handlowej encyklopedię prawa oraz na Politechnice Warszawskiej prawoznawstwo ogólne i naukę o społeczeństwie i normach społecznych. Podczas II wojny światowej prowadził wykłady w Tajnym Wydziale Prawa UW, uczył na Kursach Handlowych prof. Lipińskiego, które były zakonspirowanymi wykładami Tajnej Szkoły Głównej Handlowej. Prowadził również wykłady z teorii prawa na Wydziale Ekonomiczno-Prawnym Uniwersytetu Ziem Zachodnich. Po zakończeniu wojny uczestniczył w przywróceniu działalności Wydziału Prawa na UW, wykładał tam do 1948. W tym samym czasie wykładał w Szkole Głównej Handlowej, po przekształceniu tej uczelni w Szkołę Główną Planowania i Statystyki objął tam wykłady z encyklopedii prawa i prawa cywilnego.
Pochowany na cmentarzu Powązkowskim w Warszawie (kwatera 285-3-4).